# اودبان (مینه‌سوتا)
اودبان، مینه‌سوتا (به انگلیسی: Audubon, Minnesota) یک شهر در ایالات متحده آمریکا است که در مینه‌سوتا واقع شده‌است.

## خصوصیات
اودبان ۱٫۴۵ کیلومترمربع مساحت و ۵۱۹ نفر جمعیت دارد و ۴۰۱ متر بالاتر از سطح دریا واقع شده‌است.